# Pritelivir
Le pritelivir est une molécule en cours de test comme médicament antiviral contre le virus de l'herpès.

## Mode d'action
Il s'agit d'un inhibiteur de la primase hélicase virale. Il agit donc différemment des analogues nucléotidiques et peut être efficace en cas de formes résistantes à ces derniers.

## Efficacité
Par voie orale, il diminue la dissémination virale et la durée de la poussée de la maladie herpétique. Il serait, au niveau virologique, plus efficace que le valaciclovir dans les cas des formes génitales récidivantes. Toutefois les études ont été arrêtés sur instruction de la Food and Drug Administration devant des effets secondaires décrit chez le singe.